# Du bist Musik
Du bist Musik è un album in studio in lingua tedesca della cantante italo-francese Caterina Valente, pubblicato l'8 aprile 2022. 

## Tracce
1. Baiao Bongo – 3:02
2. Bim-Bambim-Bam-Bina (Omi-Omei-Signore) – 3:26
3. Das hab' ich gleich gewußt – 2:51
4. Polly Dolly Du (Die Gipsy-Band) – 2:45
5. Du bist Musik – 3:31
6. Gaucho – 2:36
7. Kiss of Fire – 3:21
8. Siboney – 2:53
9. This Must Be Wrong (Oho-Aha) – 2:38
10. Amadeo, ich will warten – 2:30
11. Bravo, Caterina (Es gibt noch Märchen) – 2:31
12. Dich werd' ich nie vergessen – 2:14
13. Tipitipitipso – 2:34
14. Ein bißchen Pompadour – 2:32
15. Pardon, Madame – 2:32